# Now (Shania Twain)
Now is het zevende album van de Canadese zangeres Shania Twain.
Dit is haar eerste album sinds haar debuutalbum in 1993 dat niet is meegeschreven met Robert John "Mutt" Lange, Twain's ex-man. Het album bereikte de nummer 1-positie in de Australian Albums Charts, Canadian Albums (Billboard), Scottish Albums (OCC), UK Albums (OCC) en US Billboard 200.

## Nummerlijst
- Swingin' with My Eyes Closed
- Home Now
- Light of My Life
- Poor Me
- Who's Gonna Be Your Girl
- More Fun
- I'm Alright
- Roll Me on the River
- We Got Something They Don't
- You Can't Buy Love
- Life's About to Get Good
- Soldier